# Oasis de Ullum

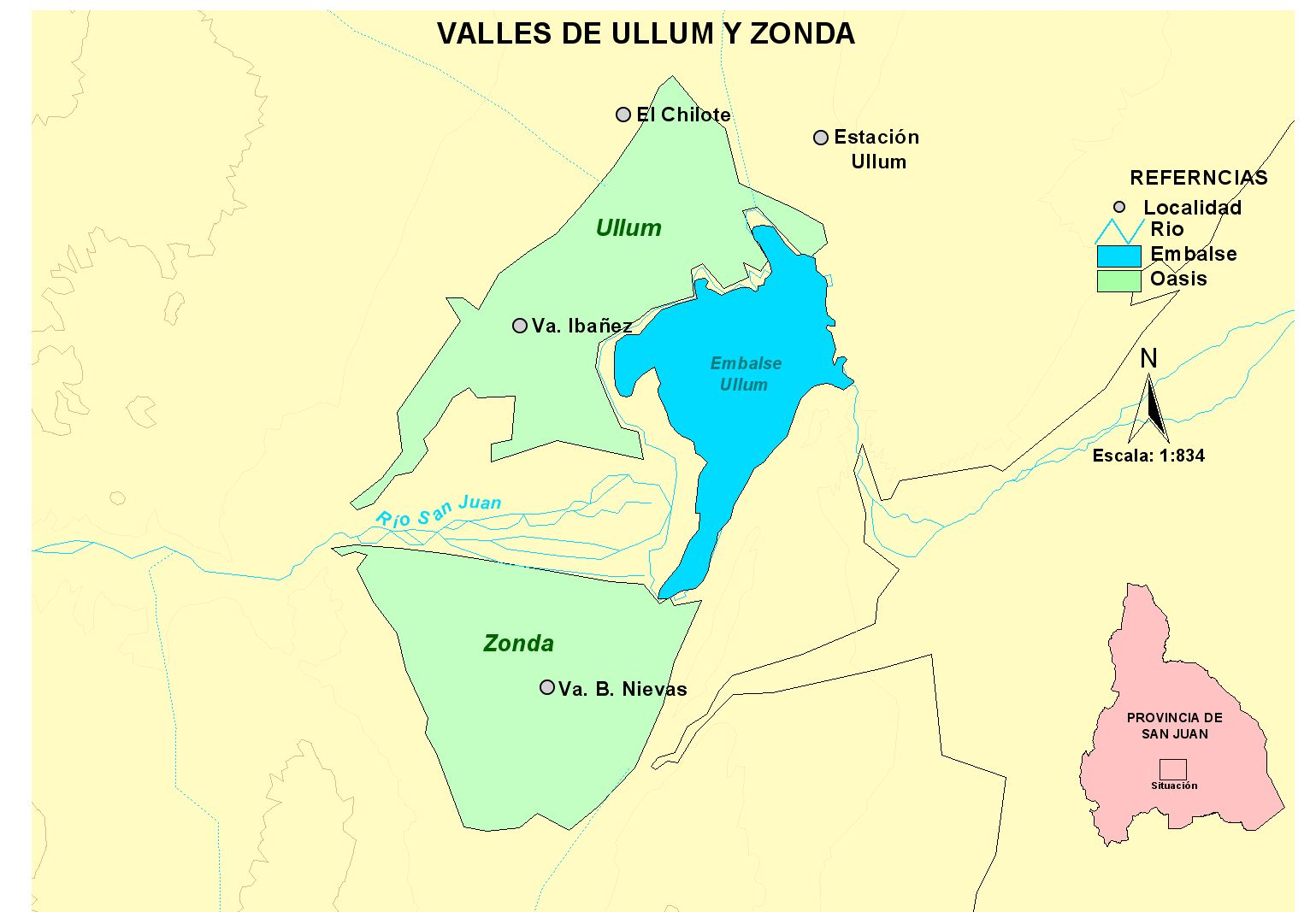
Mapa que muestra el Valle de Ullum y Zonda.

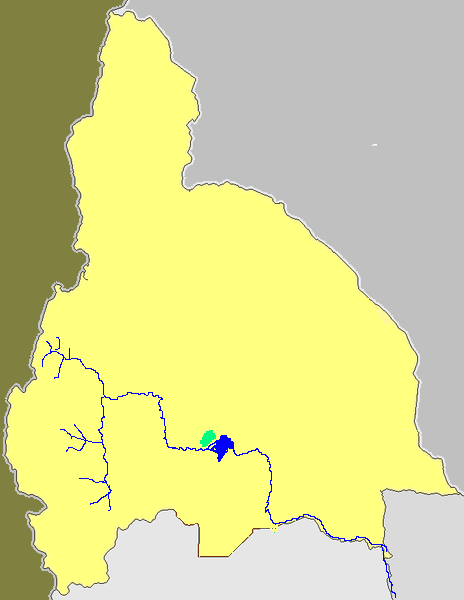
La mancha verde nos muestra dicho ubicación del valle, mientras que la línea celeste el Río San Juan y la parte más amplia el Embalse Ullum.

El oasis de Ullum o también conocido simplemente como Ullum es un oasis ubicado en el centro sur de la provincia de San Juan, en el centro oeste de la Argentina. Se caracteriza por ser una zona donde predomina plantaciones de vid y frutales de todo tipo.

## Geografía
El Valle de Ullum, ubicado en centro sur de la provincia de San Juan, en parte sureste del departamento Ullum (31°27′13″S 68°43′57″O / -31.45361, -68.73250), se encuentra rodeado por serranías hacia el norte, este y oeste, mientras que hacia el sur se encuentra el río San Juan, el cual es embalsado formando el Embalse Ullum, siendo el más importante de la provincia y capaz de generar electricidad.

## Clima
Las características climáticas de este valle está caracterizadas por ser desértico, con precipitaciones escasas, una considerable aridez y una importante oscilación térmica tanto anual como diaria. Las temperaturas oscilan entre los 27 °C de verano, cuando se registran 34 °C y alcanzan los 45 °C absolutos, y los 8 °C de invierno, donde son permanentes las heladas, alcanzando temperaturas por debajo de -8 °C. Ningún mes tiene precipitaciones por encima de los 20 mm.